# Campionati italiani di triathlon olimpico no draft
La Federazione Italiana Triathlon organizza annualmente dal 2013 i Campionati italiani di triathlon olimpico no draft.

## Albo d'oro
Le competizioni decretano i campioni italiani per ogni categoria. L’albo d’oro tiene conto dei vincitori assoluti.

### Uomini
| Edizione | Anno | Oro               | Argento              | Bronzo                  |
| -------- | ---- | ----------------- | -------------------- | ----------------------- |
| I        | 2013 | Rodolphe Von Berg | Jonathan Ciavattella | Gregory Barnaby         |
| II       | 2014 | Gregory Barnaby   | Jonathan Ciavattella | Luca Bonazzi            |
| III      | 2015 | Stefano Rigoni    | Michele Insalata     | Pierluigi Senor         |
| IV       | 2016 | Luca Bonazzi      | Bruno Pasqualini     | Elia Mozzachiodi        |
| V        | 2017 | Michele Sarzilla  | Gabriele Salini      | Luca Bonazzi            |
| VI       | 2018 | Mattia Ceccarelli | Michele Sarzilla     | Michelangelo Parmigiani |
| VII      | 2019 | Michele Sarzilla  | Mattia Ceccarelli    | Federico Spinazzè       |

### Donne
| Edizione | Anno | Oro                | Argento           | Bronzo               |
| -------- | ---- | ------------------ | ----------------- | -------------------- |
| I1       | 2013 | Margie Santimaria  | Laura Pederzoli   | Giulia Bedorin       |
| II       | 2014 | Elisa Battistoni   | Giulia Bedorin    | Monica Cibin         |
| III      | 2015 | Elena Mauri        | Ilaria Fioravanti | Elisa Battistoni     |
| IV       | 2016 | Elisa Battistoni   | Camilla Magliano  | Valentina Tagliabue  |
| V        | 2017 | Eleonora Peroncini | Camilla Magliano  | Giulia Bedorin       |
| VI       | 2018 | Chiara Ingletto    | Michela Santini   | Marialuisa Tavernini |
| VII      | 2019 | Ilaria Zane        | Margie Santimaria | Chiara Ingletto      |

1 La competizione è stata vinta dall'ungherese Erika Csomor.

## Edizioni
| Ed. | Anno | Sede        | Regione   |
| --- | ---- | ----------- | --------- |
| I   | 2013 | Iseo        | Lombardia |
| II  | 2014 | Iseo        | Lombardia |
| III | 2015 | Revine Lago | Veneto    |
| IV  | 2016 | Recco       | Liguria   |
| V   | 2017 | Iseo        | Lombardia |
| VI  | 2018 | Iseo        | Lombardia |
| VII | 2019 | Iseo        | Lombardia |